# Балчик (община)
Балчик (болг. Община Балчик) — община в Болгарии. Входит в состав Добричской области. Население составляет 22 657 человек (на 16 июня 2008 года).
Кмет (мэр) общины — Николай Добрев Ангелов (независимый) по результатам выборов.

## Состав общины
В состав общины входят следующие населённые пункты:
1. Балчик
2. Безводица
3. Бобовец
4. Брястово
5. Гурково
6. Дропла
7. Дыбрава
8. Змеево
9. Карвуна
10. Кранево
11. Кремена
12. Ляхово
13. Оброчиште
14. Преспа
15. Рогачево
16. Сенокос
17. Соколово
18. Стражица
19. Тригорци
20. Храброво
21. Царичино
22. Церква